# Douillette
Ne pas confondre avec la douillete, vêtement pour bébé.
La douillette est le nom donné au pardessus long, revêtu en costume de ville sur la soutane par les ecclésiastiques catholiques.
De coupe croisée, fermée par plusieurs boutons, elle descend jusqu'aux pieds. Elle est la plupart du temps de couleur noire, sauf pour le pape et certains instituts religieux, qui la portent blanche.